# 대구광역시도 제54호선
대구광역시도 제54호선은 대구광역시 서구 이현동 서대구 나들목과 동구 효목동 효목고가네거리를 잇는 대구광역시도이다. 경부선 철도 따라 이어지는게 특징이며, 대구역과 동대구역을 지난다.

## 경유하는 도로
- 북비산로 - 태평로 - 동부로

## 주요 경유지
대구광역시
- 서구 (이현동 · 평리동 · 비산동) - 중구 (달성동 · 수창동 · 도원동 · 태평로3가 · 태평로2가 · 북성로1가 · 태평로1가 · 교동 · 동인동1가 · 동인동3가) - 동구 (신천동 · 효목동)

## 노선
| 구간     | 이름                        | 접속 노선                                                     | 소재지     | 소재지                              | 비고 |
| -------- | --------------------------- | ------------------------------------------------------------- | ---------- | ----------------------------------- | ---- |
| 북비산로 | 서대구 나들목               | 451호선 중부내륙고속도로지선 대구광역시도 제11호선 (신천대로) | 대구광역시 | 서구                                |      |
| 북비산로 | 이현삼거리                  | 대구광역시도 제31호선 (와룡로)                                | 대구광역시 | 서구                                |      |
| 북비산로 | 대구서평초등학교            | 대구광역시도 제37호선 (당산로)                                | 대구광역시 | 서구                                |      |
| 북비산로 | (서평지하차도 남단)         | 염색공단중앙로                                                | 대구광역시 | 서구                                |      |
| 북비산로 | 평리네거리                  | 국도 제5호선 (서대구로)                                       | 대구광역시 | 서구                                |      |
| 북비산로 | 대평중학교 대구비산초등학교 | 통학로                                                        | 대구광역시 | 서구                                |      |
| 북비산로 | 북비산네거리                | 대구광역시도 제51호선 (달서로)                                | 대구광역시 | 서구                                |      |
| 태평로   | 달성네거리                  | 대구광역시도 제57호선 (달성로)                                | 대구광역시 | 중구                                |      |
| 태평로   | 태평네거리                  | 대구광역시도 제59호선 (서성로)                                | 대구광역시 | 중구                                |      |
| 태평로   | 북성공구골목                | 종로                                                          | 대구광역시 | 중구                                |      |
| 태평로   | 대구역네거리                | 대구광역시도 제61호선 (중앙대로)                              | 대구광역시 | 중구                                |      |
| 태평로   | 교동네거리                  | 대구광역시도 제63호선 (공평로)                                | 대구광역시 | 중구                                |      |
| 태평로   | 동인네거리                  | 대구광역시도 제67호선 (동덕로) (신암로)                       | 대구광역시 | 중구                                |      |
| 태평로   | 신천교네거리                | 대구광역시도 제11호선 (신천대로)                              | 대구광역시 | 중구                                |      |
| 태평로   | 신천교                      |                                                               | 대구광역시 | 중구                                |      |
| 동부로   | 동구                        |                                                               | 대구광역시 |                                     |      |
| 동부로   | 동구                        | 신천교네거리                                                  | 대구광역시 | 대구광역시도 제13호선 (신천동로)    |      |
| 동부로   | 동구                        | 신천네거리 (신천역)                                           | 대구광역시 | 대구광역시도 제71호선 (송라로)      |      |
| 동부로   | 동구                        | 삼한씨원                                                      | 대구광역시 | 장등로 동부로19길                   |      |
| 동부로   | 동구                        | 동대구역네거리                                                | 대구광역시 | 대구광역시도 제77호선 (동대구로)    |      |
| 동부로   | 동구                        | 경북수협네거리                                                | 대구광역시 | 대구광역시도 제79호선 (효신로)      |      |
| 동부로   | 동구                        | 대구지방법원 등기국                                           | 대구광역시 | 효서로                              |      |
| 동부로   | 동구                        | 효목고가네거리                                                | 대구광역시 | 국도 제4호선 국도 제25호선 (동북로) |      |